# Мерийё
Мерийё (фр. Mérilheu, окс. Merlhèu) — коммуна во Франции, находится в регионе Юг — Пиренеи. Департамент — Верхние Пиренеи. Входит в состав кантона Баньер-де-Бигор. Округ коммуны — Баньер-де-Бигор.
Код INSEE коммуны — 65310.

## География
Коммуна расположена приблизительно в 670 км к югу от Парижа, в 120 км юго-западнее Тулузы, в 18 км к юго-востоку от Тарба.
На северо-востоке коммуны протекает река Аррет, а на северо-западе — небольшая река Обан (фр. Hauban).

## Климат
Климат умеренно-океанический с солнечной тёплой погодой и обильными осадками на протяжении практически всего года.

## Население
Население коммуны на 2010 год составляло 246 человек.
| 1962 | 1968 | 1975 | 1982 | 1990 | 1999 | 2010 |
| ---- | ---- | ---- | ---- | ---- | ---- | ---- |
| 242  | 238  | 233  | 240  | 255  | 253  | 246  |

## Администрация
| Период | Период | Фамилия    | Партия | Примечания |
| ------ | ------ | ---------- | ------ | ---------- |
| 2001   | 2020   | Андре Дюбо |        |            |

## Экономика
В 2010 году среди 147 человек трудоспособного возраста (15-64 лет) 103 были экономически активными, 44 — неактивными (показатель активности — 70,1 %, в 1999 году было 77,0 %). Из 103 активных жителей работали 98 человек (53 мужчины и 45 женщин), безработных было 5 (3 мужчин и 2 женщины). Среди 44 неактивных 11 человек были учениками или студентами, 22 — пенсионерами, 11 были неактивными по другим причинам.

## Фотогалерея
- Церковь
- Карта коммуны